# مسابقات جهانی دو و میدانی ۱۹۹۷
مسابقات جهانی دو و میدانی ۱۹۹۷ (به انگلیسی: 1997 World Championships in Athletics) ششمین دوره مسابقات جهانی دو و میدانی بوده‌است که در شهر آتن، یونان زیر نظر اتحادیه بین‌المللی فدراسیون‌های دو و میدانی برگزار شده است.
این مسابقات از ۱ اوت تا ۱۰ اوت ۱۹۹۷ با حضور ۱٬۸۸۲ ورزشکار از ۱۹۸ کشور جهان انجام شده است.

## رشته‌های ورزشی
- ۱۰۰ متر
- ۲۰۰ متر
- ۴۰۰ متر
- ۸۰۰ متر
- ۱٬۵۰۰ متر
- ۵٬۰۰۰ متر
- ۱۰٬۰۰۰ متر
- ماراتن
- ۱۱۰ متر با مانع
- ۴۰۰ متر با مانع
- ۳٬۰۰۰ متر با مانع
- دو ۲۰ کیلومتر
- دو ۵۰ کیلومتر
- ۴x۱۰۰ متر امدادی
- ۴x۴۰۰ متر امدادی
- پرش ارتفاع
- پرش با نیزه
- پرش طول
- پرش سه‌گام
- پرتاب وزنه
- پرتاب دیسک
- پرتاب چکش
- پرتاب نیزه
- دهگانه

## مدال‌ها بر پایه کشور
| رتبه | کشور                | طلا | نقره | برنز | مجموع |
| ۱.   | ایالات متحده آمریکا | ۶   | ۳    | ۸    | ۱۷    |
| ۲.   | آلمان               | ۵   | ۱    | ۴    | ۱۰    |
| ۳.   | کوبا                | ۴   | ۱    | ۱    | ۶     |
| ۴.   | کنیا                | ۳   | ۲    | ۲    | ۷     |
| ۵.   | اوکراین             | ۲   | ۴    | ۱    | ۷     |
| ۶.   | مراکش               | ۲   | ۱    | ۱    | ۴     |
| ۷=   | جمهوری چک           | ۲   | ۰    | ۰    | ۲     |
| ۷=   | نروژ                | ۲   | ۰    | ۰    | ۲     |
| ۹.   | روسیه               | ۱   | ۴    | ۳    | ۸     |
| ۱۰.  | بریتانیای کبیر      | ۱   | ۴    | ۱    | ۶     |
| ۱۱.  | اسپانیا             | ۱   | ۳    | ۱    | ۵     |
| ۱۲.  | پرتغال              | ۱   | ۲    | ۱    | ۴     |
| ۱۳.  | استرالیا            | ۱   | ۱    | ۲    | ۴     |
| ۱۴=  | ایتالیا             | ۱   | ۱    | ۱    | ۳     |
| ۱۴=  | لهستان              | ۱   | ۱    | ۱    | ۳     |
| ۱۴=  | رومانی              | ۱   | ۱    | ۱    | ۳     |
| ۱۷=  | کانادا              | ۱   | ۱    | ۰    | ۲     |
| ۱۷=  | آفریقای جنوبی       | ۱   | ۱    | ۰    | ۲     |
| ۱۹=  | فرانسه              | ۱   | ۰    | ۱    | ۲     |
| ۱۹=  | ژاپن                | ۱   | ۰    | ۱    | ۲     |
| ۱۹=  | مکزیک               | ۱   | ۰    | ۱    | ۲     |
| ۲۲=  | دانمارک             | ۱   | ۰    | ۰    | ۱     |
| ۲۲=  | اتیوپی              | ۱   | ۰    | ۰    | ۱     |
| ۲۲=  | نیوزیلند            | ۱   | ۰    | ۰    | ۱     |
| ۲۲=  | سوئد                | ۱   | ۰    | ۰    | ۱     |
| ۲۲=  | ترینیداد و توباگو   | ۱   | ۰    | ۰    | ۱     |
| ۲۷.  | جامائیکا            | ۰   | ۴    | ۳    | ۷     |
| ۲۸.  | بلاروس              | ۰   | ۲    | ۲    | ۴     |
| ۲۹=  | یونان               | ۰   | ۱    | ۱    | ۲     |
| ۲۹=  | لیتوانی             | ۰   | ۱    | ۱    | ۲     |
| ۳۱=  | بلغارستان           | ۰   | ۱    | ۰    | ۱     |
| ۳۱=  | فنلاند              | ۰   | ۱    | ۰    | ۱     |
| ۳۱=  | نامیبیا             | ۰   | ۱    | ۰    | ۱     |
| ۳۱=  | نیجریه              | ۰   | ۱    | ۰    | ۱     |
| ۳۱=  | سری‌لانکا            | ۰   | ۱    | ۰    | ۱     |
| ۳۱=  | اوگاندا             | ۰   | ۱    | ۰    | ۱     |
| ۳۶=  | باهاما              | ۰   | ۰    | ۱    | ۱     |
| ۳۶=  | برزیل               | ۰   | ۰    | ۱    | ۱     |
| ۳۶=  | موزامبیک            | ۰   | ۰    | ۱    | ۱     |
| ۳۶=  | اسلواکی             | ۰   | ۰    | ۱    | ۱     |
| ۳۶=  | سوئیس               | ۰   | ۰    | ۱    | ۱     |